# Técnicas Reunidas
Técnicas Reunidas est un groupe dont l'activité est l'ingénierie de l'industrie pétrolière et gazière. Il est coté à la bourse de Madrid.
TRSA est le principal holding d'un groupe d'entreprises capables de fournir différents services intégrés pour des projets clés en main dans le monde entier. Depuis 1959, le groupe d'entreprises TRSA a conçu et construit plus de 1000 installations industrielles dans le monde entier. Les projets internationaux représentent 70 % du chiffre d'affaires annuel de l'entreprise, principalement en Amérique latine et en Chine. L'entreprise s'est également tournée de plus en plus vers le Moyen-Orient et a remporté en janvier 2009 un contrat de 1,2 milliard de dollars portant sur le développement de deux champs terrestres aux Émirats arabes unis pour le compte d'une filiale d'ADNOC.